# Jožef Košir
Jožef Košir, slovenski veteran vojne za Slovenijo, * 20. oktober 1946.

## Odlikovanja in nagrade
Leta 2006 je prejel častni znak svobode Republike Slovenije z naslednjo utemeljitvijo: »za izjemne zasluge pri uveljavljanju in obrambi samostojnosti in suverenosti Republike Slovenije«.
Na državnozborskih volitvah leta 2011 je kandidiral na listi DeSUS.